# 諸樊
諸樊（？—前548年），姬姓，《春秋左氏传》附带的《春秋》经文记载其名为遏，《春秋公羊傳》和《春秋穀梁傳》附带的《春秋》经文作謁，金文铭文作姑发者反、姑发反，青铜器《者减钟》铭文作皮然，春秋时期吴国国君。壽夢之子。前561年九月，壽夢去世，他繼承了王位，在位時間13年（前560年－前548年）。
《春秋左氏传·襄公二十五年》记载公元前548年，秋，楚国令尹屈建率师讨伐舒鸠，吴国救舒鸠，楚师在会战中大败吴师。并灭亡舒鸠。十二月，吴王诸樊讨伐楚国，进攻巢国国都的城门，中箭而死。